# 카디로프치
카디로프치(러시아어: Кадыровцы) 또는 아흐마트 (러시아어: Ахмат)는 체첸 공화국에 기반을 둔 러시아 국민위병("로스가르드"), 러시아 내무부, 러시아 국방부의 비공식 부대를 일컫는 용어이다. 이 이름은 제1대 체첸 공화국의 대통령이자 람잔 카디로프의 아버지인 아흐마트 카디로프에서 따왔다. 이들은 기술적으로 러시아 국가 기관에 종속되어 있지만, 특별 대우를 받으며 일부는 이들을 "카디로프의 사병"으로 묘사하기도 한다.
일부 카디로프치 부대는 체첸의 유전과 현재 아흐마트-유르트로 불리는 카디로프의 고향 마을 첸타로이를 경비하는 임무를 맡고 있다.
2015년 BBC는 카디로프치의 상당 부분이 블라디미르 푸틴이 람잔 카디로프의 말에 따라 사면한 이치케리야 체첸 공화국 무장 세력이며, 그 수는 비공식적으로 1만에서 3만 명 사이로 추정된다고 보도했다.
카디로프치는 람잔 카디로프의 사병이라는 비판을 받아왔으며, 납치, 강제 실종, 고문, 모살과 같은 광범위한 인권 유린 행위를 저질렀다는 비난을 받아왔다. 비평가들은 카디로프치가 초법적 처벌을 사용하여 카디로프의 독재 통치를 공고히 한다고 주장한다. 2000년대 중반까지 이들은 체첸 민간인들 사이에서 러시아 연방군보다 더 두려운 조직이 되었다. 카디로프의 명령에 따라 카디로프치는 체첸의 동성애자 반대 숙청을 저질렀다. 카디로프치는 또한 2017년 시리아 내전과 2022년 러시아의 우크라이나 침공을 포함한 국제 분쟁에도 참여했다.

## 주요 부대
- Mobile special purpose detachment "Akhmat-Grozny"(러시아어판), OMON "아흐마트-그로즈니" (러시아어: Отряд мобильный особого назначения «Ахмат-Грозный», ОМОН «Ахмат-Грозный»), 로스가르드[2][1]
- 제141특수기계화연대, 로스가르드[2][1]
- Special Rapid Response Unit "Akhmat"(러시아어판), 로스가르드[2][1]
- 78th Motorized Special Purpose Regiment "North-Akhmat"(러시아어판), 국방부[2]
- Spetsnaz "Akhmat"(러시아어판), 압티 알라우디노프가 지휘하는 국방부 산하 의용군 부대
- Akhmat Kadyrov Special Police Regiment(러시아어판), 러시아 내무부[10]
- 러시아 국민위병 제46독립작전여단 제249독립특수기계화대대 남부[2][1]

## 역사

### 민병대
아흐마트 카디로프가 1999년 크렘린 측으로 전향한 후, 그와 그의 추종자들은 마스하도프 정부군 및 이슬람 반군에 맞서 러시아를 위해 싸웠다. 2000년 7월 러시아의 체첸 통치가 선포되었고, 이는 분쟁의 "게릴라 단계"의 시작을 알렸다. 카디로프는 블라디미르 푸틴 러시아 대통령에 의해 체첸 공화국 대통령 대행으로 임명되었고, 2003년 10월 5일 체첸 공화국의 대통령으로 선출되었다. 카디로프치는 여러 차례의 암살 시도 대상이었던 카디로프의 경호원으로 활동했다. 경호대는 모블라디 바이사로프가 이끌었다.
기술적으로 여전히 개인 민병대였던 카디로프치는 공화국 또는 연방 정부에서 법적 지위 없이 체첸 공화국 경찰의 비공식적인 부분으로 기능했다. 2003년 5월, 이 집단은 당시 300명으로 추정되었던 체첸 OMON에 대한 효과적인 통제권을 확립했는데, 이는 반카디로프 반대 세력의 거점 중 하나로 여겨졌다. 무사 가지마고마도프가 이끌었지만, 그는 "이상한 상황"에서 교통사고로 사망했다. 그 후, 카디로프치 OMON은 1년 전 사면된 전 반군 사령관 루슬란 알하노프가 운영했으며, 그는 나중에 체첸의 내무장관이 되었다.

### 합법화
카디로프는 2004년 5월 9일 2004년 그로즈니 경기장 폭탄 테러로 사망했는데, 이는 고의적인 암살로 여겨진다. 카디로프치의 통제권은 민병대의 2인자였던 그의 아들 람잔 카디로프에게 넘어갔다. 당시 민병대의 중추는 여전히 전 분리주의 투사들(2004년 러시아 군사 소식통에 따르면 70% 이상)로 구성되어 있었고, 새 지도자에 대한 충성심은 의문시되었다. 많은 이들이 친척들의 안위에 대한 암묵적인 위협 때문에 람잔 휘하의 카디로프치로 계속 복무했으며, 강제는 체첸에서 순응을 요구하는 데 흔히 사용되었다. 특히 볼모는 널리 퍼져 있었고, 전 반군 국방장관 마고메드 함비예프를 포함하여 많은 이들에게 영향을 미쳤다.
아흐마트 카디로프 사망 직후, 그의 보호를 담당했던 카디로프치 부대는 공식적으로 해체되었다. 남은 대부분의 부대는 러시아 내무부 산하 체첸의 러시아 법집행기관 및 보안 당국에 통합되었다. 이후 두 개의 카디로프치 부대가 창설되었는데, 경찰 제2도로순찰연대(PPSM-2, 카디로프 연대)와 비공식적으로 네프테폴크("석유 연대")로 알려진 유가스 시설 보호 연대였으며, 이 연대는 카디로프의 사촌 아담 델림하노프가 이끌었다.
2006년까지 PPSM-2, 석유연대, 그리고 소위 대테러 센터(무슬림 일랴소프가 지휘)를 포함한 카디로프치의 총 병력은 더 이상 공개되지 않았다. 메모리알은 그 수가 약 5,000명에 달한다고 추정했으며, 2007년 로이터의 유사한 추정치도 비슷했다.
2006년 4월 29일, 람잔 카디로프는 자신의 경호 서비스를 공식 해체하면서 텔레비전에서 "이러한 조직들은 더 이상 존재하지 않으며, 자신을 카디로프치라고 칭하는 자들은 사기꾼이며 법에 따라 처벌받아야 한다"고 말했다. 일부 카디로프치 무장 대원들은 체첸 정부 권력 구조에 완전히 통합되었고, 다른 약 1,800명으로 추정되는 대원들은 준합법적인 준군사조직에서 계속 복무했다. 대테러 센터는 빠르게 폐쇄되었고, 일부 대원들은 새로 창설된 대대인 세베르 (북부, 알리베크 델림하노프가 이끌었고 약 700명으로 추정)와 유그 (남부, 무슬림 일랴소프가 이끌었고 약 500명으로 추정)로 전속되었다.
카디로프치는 재무장되어 이전에 없었던 병력수송장갑차와 같은 중장비를 지급받았다. 관측자들은 이들이 법집행기관으로 인정되고 합법화된 것은 이슬람 반란이 진압되지 않았던 인접한 다게스탄 공화국으로 체첸의 일부 연방군을 재배치하기 위한 러시아 정부의 조치로 보았다. 2007년, 람잔 카디로프는 체첸 공화국의 새로운 대통령이 되었고, 이제 모든 체첸 내무부 병력을 통제했으며, 그의 정부의 요직은 전 카디로프치 지휘관들이 차지했다.
2016년 일련의 개혁 후, 대부분의 러시아 내부 군대와 준군사조직 부대는 새로 창설된 러시아 국민위병 (로스가르디야라고도 함)의 지휘를 받게 되었다. 체첸 내부 병력은 명목상 국민위병의 통제를 받게 되었지만, 여전히 카디로프의 직접적인 통제 하에 있었다. 연구원 고든 M. 한은 자신의 블로그에서, 그리고 정치기술센터(CPT)의 분석 부서장을 맡고 있는 러시아 정치학자 글레브 파블롭스키는 블라디미르 푸틴의 목표 중 하나는 카디로프 휘하 병력을 푸틴에게 직접 보고하는 국민위병의 통제 하에 둠으로써 카디로프의 권력을 제한하는 것이었다고 말했다.

### 시리아
러시아의 시리아 내전 개입의 일환으로, 카디로프치 경찰 부대는 알레포에 배치되어 "질서 유지" 및 시민 봉사 활동을 수행했다.

### 우크라이나

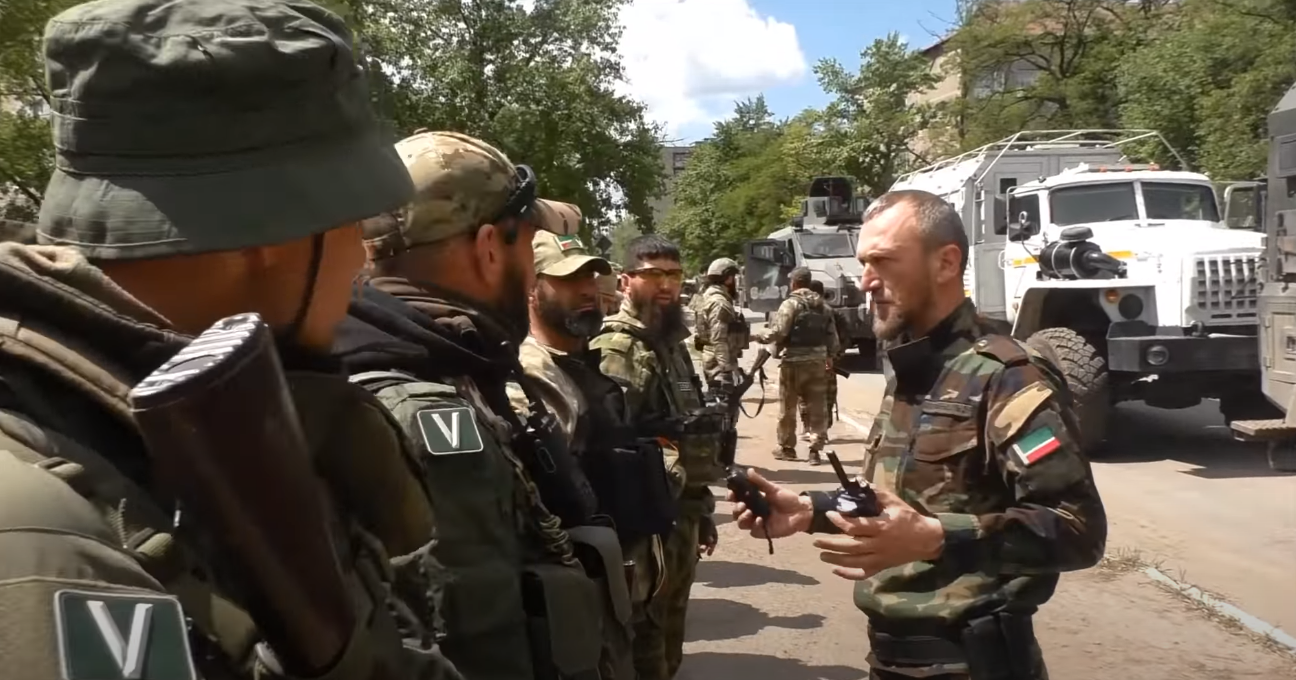
2022년 돈바스 전투 당시 '카디로프치' 체첸 병력, 2022년 6월

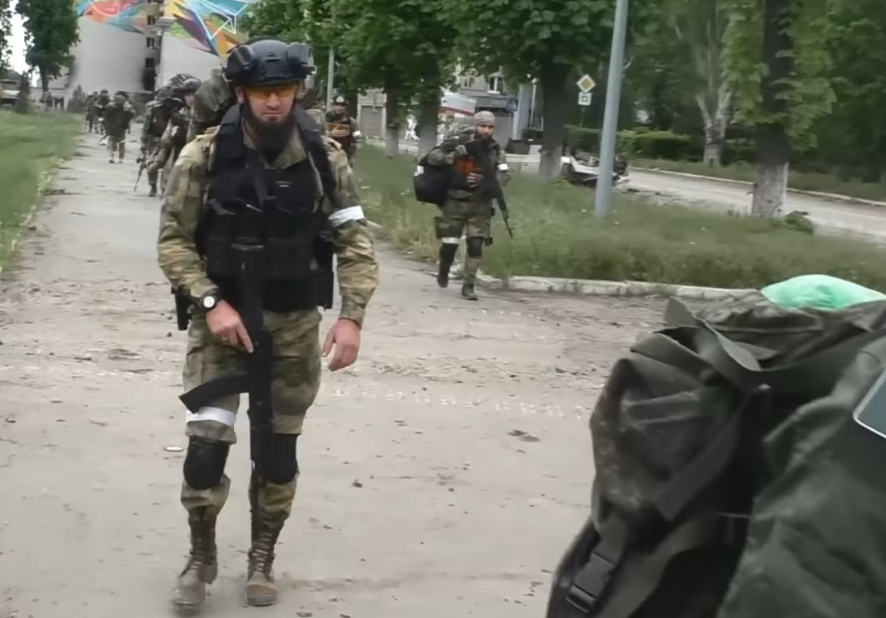
돈바스에 주둔한 '카디로프치' 체첸인, 2022년 6월

카디로프에게 충성하는 체첸 무장 세력은 2014년부터 러시아-우크라이나 전쟁에서 활동해왔다. 이들 병력에는 보스토크 대대와 체첸 죽음의 대대가 포함된다.
카디로프치 자원 부대는 2월 24일 시작된 2022년 러시아의 우크라이나 침공에 참전했다. 람잔 카디로프는 2월 26일 카디로프치가 우크라이나에 배치되었음을 확인했다. 우크라이나 국가안보 및 국방위원회 서기 올렉시 다닐로프에 따르면, 이들은 볼로디미르 젤렌스키 우크라이나 대통령을 포함한 우크라이나 지도자들을 생포하고 살해하기 위해 배치되었다고 한다. 포린 폴리시는 체첸 카디로프치 병력 배치를 "우크라이나인에 대한 심리전으로 우크라이나에 체첸 병력이 주둔한다는 사실 자체를 활용하는 것"이라고 묘사했다.
더 키이우 인디펜던트는 2월 27일 호스토멜 근처에서 우크라이나 미사일에 의해 56대의 탱크로 구성된 체첸 부대가 파괴되었다고 보도했다. 우크라이나 소식통에 따르면, 미사일 공격은 카디로프치 병력이 민간 시설에 숨어 있었기 때문에 지연되었다고 한다. 같은 날, 우크라이나 국방부는 우크라이나 보안국의 알파 그룹이 호스토멜에서 체첸 병력 호송대를 기습하여 제141기계화연대 사령관 마고메드 투샤예프를 사살했다고 밝혔다. 체첸 지도자 람잔 카디로프는 이를 부인하며 그가 여전히 살아있다고 말했고, 투샤예프가 살아있음을 보여준다고 주장하는 영상을 올렸다. 체첸 언론은 2022년 3월 16일 투샤예프가 자신의 죽음을 부인하는 영상이라고 주장하는 것을 게시했다.
우크라이나 언론에 따르면, 체첸 병력은 러시아 탈영병들을 처형함으로써 사기 저하를 막기 위한 독전대로 사용되었다고 한다. 4월 1일, 우크라이나 언론은 체첸 병력이 싸움을 거부한 루간스크 인민공화국의 징집 군인들을 처형했다고 보도했다. 야전 병원에서 너무 부상당한 러시아 병사들을 체첸 병력이 처형했다는 미확인 보고도 있었다. 4월 29일, 우크라이나 정보부는 부랴트족 병사들과 체첸 병력이 헤르손주 키셀리우카 마을에서 교전을 벌였다고 주장했다. 갈등은 전리품 분배로 인해 발생했으며, 부랴트족 병사들이 체첸 병력의 편애를 받았다고 여겨 불만이 심화되었는데, 부랴트족은 최전선에서 공격 작전을 수행해야 하는 반면 체첸 병력은 더 나은 장비를 갖추고 대분란전 또는 독전대로 후방에 머물렀다.
3월 1일, 카디로프는 우크라이나의 체첸 전사들이 2명이 사망하고 6명이 부상당하는 손실을 입었다고 밝혔다. 우크라이나 정보부에 따르면, 체첸 부대는 키이우 주변에 배치된 동안 "수백" 명의 사상자를 냈으며 2022년 3월 13일 체첸으로 철수했다고 한다. 체첸 병력은 마리우폴 포위전에서 싸우는 모습이 목격되었다. 우크라이나 국가위병은 마리우폴에 본부를 둔 아조프 연대의 전사들이 체첸 병력을 모욕하기 위해 돼지 지방으로 총알에 기름칠을 하는 것처럼 보이는 영상을 공개했다. 이는 이슬람 율법에서 돼지고기 금지를 언급한 것이다.
우크라이나의 체첸 병력은 마리우폴 전투 영상을 포함한 영상을 소셜 미디어에 게시하는 것으로 유명해졌다. 카디로프는 우크라이나를 여행하는 모습을 보여주려던 사진이 러시아에만 존재하는 주유소에서 기도하는 모습으로 드러나면서 온라인에서 "틱톡 전사"라고 널리 조롱받았다.
2022년 6월 말, 람잔 카디로프는 오직 체첸인 민족으로만 구성된 4개의 새로운 대대를 창설할 것이라고 발표했다. 카디로프에 따르면 이 대대들은 세베르-아흐마트("북-아흐마트"), 유그-아흐마트("남-아흐마트"), 자파드-아흐마트("서-아흐마트"), 보스토크-아흐마트("동-아흐마트")로 명명될 것이며, 우크라이나에서 싸우기 위해 파견될 것이라고 한다.

## 비판

### 인권 침해
이들 집단의 상당수는 전쟁 기간에 범죄를 저지른 자를 포함하여 과거에 범죄를 저지른 자들이다. 특히 아흐마트 카디로프의 이름을 딴 PPSM-2와 석유 연대가 두려움의 대상이다. 공식적으로 PPSM-2는 거리의 보안을 담당하고 석유 연대는 산업 시설의 보안을 담당한다. 현실에서 두 조직은 인권 단체에 따르면 심각한 인권 침해를 포함하는 소위 "대테러 작전"에 연루되어 있다. 체첸에서 활동하는 인권 운동가들은 이 집단이 카디로프의 씨족 통치를 강화하기 위해 납치, 고문, 모살에 깊이 관여하고 있다고 비난했다.
2006년 10월, 카디로프를 "전쟁 범죄자"라고 낙인찍었던 독일의 인권 단체인 위협받는 민족을 위한 협회 (GfbV)는 체첸에서 발생한 최근 살인, 고문, 강간, 납치 사건의 최대 75%가 람잔의 준군사조직에 의해 저질러졌다고 주장했다.
메모리알 그룹의 조사관은 보고서에서 다음과 같이 밝혔다: "우리가 수집한 증거를 고려할 때, 지금 체첸에서 저질러지고 있는 대부분의 범죄가 카디로프의 부하들에 의해 저질러졌다는 점에 의심의 여지가 없다. 또한 카디로프가 사람들을 구타하고 고문하는 데 개인적으로 참여했다는 점에도 의심의 여지가 없다. 그들이 하는 일은 순전히 불법이다. 설상가상으로, 그들은 고문당해 죽어가는 사람이 이름을 알려준 무고한 사람들까지도 뒤쫓는다. 그와 그의 부하들은 체첸에 공포와 테러를 퍼뜨린다. (...) 그들은 밤에 죽음의 부대로 활동하며 민간인들을 납치하고, 이들은 고문실에 갇혀 강간당하고 살해된다."
체첸 보도에 특화된 베테랑 러시아 기자 안나 폴릿콥스카야 (2006년 살해; 2008년 4월 현재 미해결)는 람잔과 외모가 똑같은 남성의 푸티지를 입수했다고 주장했다. "....그 영상에는 카디로프치에 의한 연방 군인 살해와 카디로프가 지시한 납치가 담겨 있었다. 이것들은 매우 심각한 문제이며, 이 증거를 바탕으로 형사 사건과 조사가 이어져야 한다. 이것은 그 사람이 오랫동안 마땅히 받아야 할 정의를 실현할 수 있게 해줄 것이다." 그녀는 살해 당시 체첸의 인권 유린과 정기적인 고문 사건을 폭로하는 기사를 작업하고 있었다고 한다. 일부 관측자들은 카디로프나 그의 부하들이 암살 배후에 있을 가능성이 있다고 주장했다.
카디로프치는 카디로프의 적들에 대항하는 죽음의 부대로 활동한다는 비난을 자주 받는다. 람잔은 그로즈니 남동쪽의 고향 마을인 첸토로이에 개인 교도소를 소유하고 있다는 소문이 있다. 첸토로이 주변의 들판은 지뢰로 매설되어 있고 모든 접근로는 보안 검문소로 막혀 있다고 전해진다. 2006년 5월 2일, 유럽 평의회의 고문 방지 위원회 (CPT) 대표들은 요새 진입을 저지당했다고 밝혔다. 이들은 또한 휴대 전화로 범죄 혐의를 받는 일반 체첸인들을 구타하고 모욕하는 영상을 촬영하여 유포하여 민간인들을 위협하는 데 사용하고 있다.
국제 헬싱키 인권 연맹의 "체첸 공화국 비공식 구금 장소" 보고서에 따르면, 체첸 공화국에는 많은 불법 구금 장소가 존재한다. 대부분은 카디로프치가 운영한다. 카디로프치의 본부가 위치한 첸토로이 (코시-유르트, 현재의 아흐마트-유르트)에는 최소 두 개의 불법 교도소가 운영되고 있다. 하나는 콘크리트 엄폐호 또는 필박스로 구성되어 있으며, 무장 체첸 전사들의 납치된 친척들이 볼모로 잡혀 있다. 첸토로이의 두 번째 교도소는 람잔 카디로프의 집 마당 또는 바로 인근에 위치한 것으로 보인다.
2006년 11월 13일, 휴먼 라이츠 워치는 유엔 고문 방지 위원회의 제37차 회의를 위해 준비한 체첸 고문에 대한 브리핑 문서를 발표했다. 이 문서에는 제2작전수사국(ORB-2) 인력에 의한 고문, 람잔 카디로프의 실제 지휘 하에 있는 부대에 의한 고문, 비밀 구금 시설에서의 고문, 그리고 계속되는 "실종"이 다루어졌다. HRW에 따르면, "공식 및 비밀 구금 시설 모두에서 고문은 체첸에서 광범위하고 체계적이다." 많은 경우, 가해자들은 자신들의 학대에 대한 결과가 없을 것이라고 너무나 확신하여 자신들의 신분을 숨기려는 시도조차 하지 않았다. 광범위한 조사를 바탕으로 HRW는 2005년 체첸의 강제 실종이 너무나 광범위하고 체계적이어서 인도에 반한 죄에 해당한다고 결론 내렸다.
2007년 3월 1일, 모스크바 헬싱키 그룹 인권 단체의 수장인 류드밀라 알렉세예바는 "카디로프는 많은 무고한 사람들을 납치한 책임이 있다. 그들의 시신은 나중에 고문의 흔적과 함께 발견되었다"고 말했다.

### 부패
카디로프치는 심지어 체첸과 러시아 관리들에게도 대규모 납치(때때로 러시아 보안군 구성원까지 납치), 고문 및 즉결처형, 강간, 갈취, 불법 석유 거래 참여 및 기타 범죄로 비난받았다. 2003년 10월, 전 체첸 관리이자 대선 후보였던 샤밀 부라예프는 보안 서비스가 "반체제 인사들을 사냥한다"고 비난했다. 2004년 5월, 러시아 대통령 고문 아슬람베크 아슬라하노프는 "카디로프 경호대"가 법의 테두리 밖에서 활동하고 있음을 인정했다.
2005년 6월, 전 체첸 총리 베슬란 간타미로프는 보안국이 "러시아 연방보안국 직원들까지 납치하고 살해하며" "북캅카스 전역에서 갱스터 활동"을 벌였다고 비난했다. 2006년 4월, 또 다른 전 체첸 총리이자 당시 러시아 국가두마 국방위원회 부위원장이었던 미하일 바비치는 카디로프의 무장 조직을 "절대적으로 불법적인 구조"라고 불렀다.
2007년 5월, 영국의 정치 및 문화 엘리트 100명 이상이 블라디미르 푸틴 러시아 대통령에게 체첸에 "평화와 정의"를 회복할 것을 호소하며, 카디로프의 대통령직을 "두려움과 억압의 정권에 불과하다"고 비판했다.
2021년, 카디로프치 등 러시아 여러 지역의 특수부대가 스타브로폴 지방의 "탐부칸" 훈련 시설에서 선발 행진에 참여했다. 이 행사는 다른 참가자들이 체첸 요원들이 속임수를 쓰고 행진 거리의 일부를 차량으로 이동했다고 비난하면서 싸움으로 끝났다.

### 초법적 처벌
2006년, 람잔 카디로프에게 충성하는 무장 병력들이 2006년 7월 사망한 체첸 게릴라의 참수된 머리를 전시하는 영상이 유출되었는데, 쿠르찰로이 마을에서 공개 전시를 위해 시체와 분리된 채로 카디로프치의 잔혹성을 보여주었다. 그들은 머리를 파이프에 달고 피 묻은 바지와 함께 담배를 피웠다. 그들은 하루 이상 전시되었고, 다음 날 다시 촬영하러 왔다.
인권 단체 메모리알과 안나 폴릿콥스카야에 따르면, 체첸 부총리 이드리스 가이보프가 2006년 7월 27-28일 쿠르찰로예프스키 지역 외곽에서 카디로프치에 의한 잔학 행위를 지시했다고 한다. 보도에 따르면, 그는 사망한 반군 전사의 참수된 머리를 마을 사람들에게 경고하기 위해 걸어 놓았다. 체첸 국가 관리로서, 그는 자신에게 종속되지 않은 러시아 보안군 구성원들에게 시체를 참수하라고 명령했다. 무장한 사람들은 그 후 두 시간 동안 휴대 전화로 머리를 촬영했다. 머리는 24시간 동안 그곳에 남아 있었다.
2005년 9월 21일, 메모리알과 카프카즈키 우젤이 비슷한 사건을 보도했는데, 이들은 람잔 카디로프에게 충성하는 세력이 9월 초 아르군 마을과 쪼친-유르트 정착촌에서 실시한 특별 작전의 "충격적인 세부 사항"을 설명했다. 지역 주민들을 인용하여, 인권 단체는 9월 14일, 카디로프치 일당이 "일반적인 관람"과 위협 목적으로 훌쿨라우 강을 가로지르는 보행자 다리의 파이프에 참수된 머리를 놓았다고 보도했다.
2005년, 신원 미상 남성들이 분리주의 야전 사령관 도쿠 우마로프의 아버지 카마드, 그의 아내, 그리고 한 살배기 아들을 납치했다. 몇 달 전에는 네 자녀의 아버지인 그의 형제 루슬란 우마로프가 복면을 쓴 무장 강도들에게 납치되었다. 그의 아내와 아들은 나중에 풀려났지만, 그의 아버지와 형제들은 실종되었다. 일부 소식통에 따르면, 우마로프의 아버지 카마드 우마로프는 2008년 5월 5일, 체첸 공화국 제1부총리 아담 델림하노프가 이끄는 석유 연대(네프테폴크) 소속 카디로프치 직원들에게 납치되었다고 한다.
2007년 4월, 우마로프는 74세의 아버지가 포로 상태에서 살해되었다고 선언했다. 그의 누이 나탈리아 후마이도바도 2005년 8월 우루스마르탄에서 "신원 미상의 무장 괴한들"에게 납치당했다. 그녀는 며칠 후 지역 주민들의 항의로 풀려났다. 지난 몇 년간 사촌 자우르베크와 조카 로만 아타예프도 납치되었다. 그들에 대해서는 그 이후로 아무 소식도 없다.
2004년 베슬란 학교 인질극 직후, 블라디미르 우스티노프 검찰총장은 반군 지도자들의 친척들을 인질로 잡는 관행을 제안했다. 이러한 관행을 크게 비난했던 메모리알은 친러시아 체첸 세력이 납치의 책임이 있다고 비난했다. 분리주의자들에 따르면, 납치된 모든 사람들은 람잔 카디로프의 아흐마트-유르트에 있는 개인 교도소에 수감되었다고 한다.

## 장비
사진 증거가 있는 장비 및 차량만 이 목록에 포함된다.
| 모델                            | 이미지             | 기원                         | 운용 중            | 비고                                                                 |
| 보병전투차량 (IFV)              | 보병전투차량 (IFV) | 보병전투차량 (IFV)           | 보병전투차량 (IFV) | 보병전투차량 (IFV)                                                   |
| ------------------------------- | ------------------ | ---------------------------- | ------------------ | -------------------------------------------------------------------- |
| BMP-1P                          |                    | 소련                         | n/a                | [ 62 ]                                                               |
| 장갑차 (AFV)                    |                    |                              |                    |                                                                      |
| BRDM-2                          |                    | 소련                         | n/a                | [ 62 ]                                                               |
| 병력수송장갑차 (APC)            |                    |                              |                    |                                                                      |
| BTR-70M                         |                    | 소련                         | n/a                | [ 62 ]                                                               |
| BTR-80                          |                    | 소련                         | n/a                | [ 62 ]                                                               |
| BTR-82A                         |                    | 러시아                       | n/a                | [ 62 ]                                                               |
| BTR-3                           |                    | 우크라이나                   | n/a                | 우크라이나에서 노획되어 체첸으로 가져갔다.                           |
| SBA-60K2 불라트                 |                    | 러시아                       | n/a                | [ 62 ]                                                               |
| 우랄-432009 우랄-VV             |                    | 러시아                       | n/a                | [ 62 ]                                                               |
| Z-STS 아흐마트                  |                    | 러시아                       | n/a                | 제1대 아흐마트 카디로프 체첸 공화국 대통령의 이름을 따서 명명되었다. |
| 지뢰 방호 매복 방호 (MRAP) 차량 |                    | 러시아                       |                    |                                                                      |
| K-53949 타이푼-K                |                    | 러시아                       | n/a                | [ 62 ]                                                               |
| K-4386 타이푼-VDV               |                    | 러시아                       | n/a                | [ 62 ]                                                               |
| 카마즈-63968 타이푼             |                    | 러시아                       | n/a                | [ 62 ]                                                               |
| 카마즈-435029 순찰-A            |                    | 러시아                       | n/a                | [ 62 ]                                                               |
| 부란                            |                    | 러시아                       | n/a                | [ 62 ]                                                               |
| KPE 알란                        |                    | 남아프리카 공화국 카자흐스탄 | n/a                | [ 62 ]                                                               |
| 보병 수송차량 (IMV)             |                    |                              |                    |                                                                      |
| GAZ 티그르                      |                    | 러시아                       | n/a                | [ 62 ]                                                               |
| GAZ 티그르-M                    |                    | 러시아                       | n/a                | [ 62 ]                                                               |
| 이베코 LMV 러스                 |                    | 러시아                       | n/a                | [ 62 ]                                                               |
| BPM-97                          |                    | 러시아                       | n/a                | [ 62 ]                                                               |
| 스탤리온 II                     |                    | 요르단                       | n/a                | [ 62 ]                                                               |
| ZFB-05                          |                    | 중화인민공화국               | n/a                | [ 62 ]                                                               |
| SBA 바르타                      |                    | 우크라이나                   | n/a                | 우크라이나에서 노획되었다.                                           |
| SBA 노바토르                    |                    | 우크라이나                   | n/a                | 우크라이나에서 노획되었다.                                           |
| KrAZ 코브라                     |                    | 우크라이나                   | n/a                | 우크라이나에서 노획되었다.                                           |
| M1151 HMMWV                     |                    | 미국                         | n/a                | 우크라이나에서 노획되었다.                                           |
| 경돌격차량 (LSV)                |                    |                              |                    |                                                                      |
| 지바르 Mk.2                     |                    | 이스라엘                     | n/a                | [ 62 ]                                                               |
| 차보르즈 M-3                    |                    | 러시아                       | n/a                | [ 62 ]                                                               |
| 차보르즈 M-6                    |                    | 러시아                       | n/a                | [ 62 ]                                                               |
| 장갑 트럭                       |                    |                              |                    |                                                                      |
| 카마즈-3958 «고레츠»            |                    | 러시아                       | n/a                | [ 62 ]                                                               |
| 카마즈                          |                    | 러시아                       | n/a                | MM-501 장갑 캐빈으로 보호된다.                                       |
| 우랄 연방                       |                    | 러시아                       | n/a                | [ 62 ]                                                               |
| (무장) 픽업 트럭                |                    |                              |                    |                                                                      |
| 토요타 랜드크루저               |                    | 일본                         | n/a                | [ 62 ]                                                               |
| UAZ 패트리어트                  |                    | 러시아                       | n/a                | 일부는 픽업트럭, 일부는 4x4 SUV, 나머지는 장갑 트럭이다.             |
| 트럭                            |                    |                              |                    |                                                                      |
| 우랄-4320                       |                    | 소련                         | n/a                | [ 62 ]                                                               |

## 주요 사건

### 카디로프-알하노프 갈등
2006년 4월 28일, 람잔 카디로프에게 충성하는 보안군이 당시 친러시아 대통령 알루 알하노프의 경호원들과 주먹다툼을 벌인 뒤 총격전을 벌였다. 대통령 행정 복합단지에서 최대 2명이 사망하고 4명이 부상당한 것으로 보고되었으며, 이는 공화국을 통제하는 친러시아 체첸 집단 간의 더 광범위한 권력 투쟁에 대한 우려를 불러일으켰다. 총격전은 알하노프와 연방 관리 세르게이 스테파신 간의 회의 중에 발생했다.
모스콥스키 콤소몰레츠 신문은 알하노프가 카디로프가 회의에 개인 병력 2명 이상을 데리고 오는 것을 금지했다고 보도했다. 이 신문은 카디로프가 알하노프에게 전화를 걸어 자신의 부하들이 대통령 행정부를 습격하려 하니 30분 안에 도망치라고 경고했다고 전했다. 전체 사건에 대한 공식적인 설명은 보안 서비스에서 일하는 두 사람 사이에 "평범한 다툼"이 발생했으며, 총성은 발사되지 않았다는 것이었다.
다음 날 람잔 카디로프가 자신의 경호 서비스를 공식 해체했다는 보도가 나왔다. 2006년 6월 4일, 알루 알하노프 대통령은 자신의 공화국이 샤리아 법에 의해 통치되기를 선호하며, 카디로프가 지지하는 이슬람 법을 채택할 것을 제안했다. 그는 또한 람잔과의 갈등 보고를 일축했다.
체첸 사람들은 카디로프-알하노프 간의 권력 투쟁에 대해 오랫동안 이야기해 왔으며, 여기에는 무력 대결, 살인, 인질극 등이 포함되었다. 이러한 사건들 중 상당수는 카디로프의 부하들에 의해 유발되었다. 예를 들어, 2005년 2월, 알하노프의 부하 두 명이 카디로프의 개인 영역에 속하는 공화국의 쿠르찰로예프스키 지역에서 발생한 공격으로 사망했고 민간인 세 명이 부상당했다. ITAR-TASS는 이 살해를 "현재 대테러 작전에 참여 중인 공화국 보안 서비스 요원들"의 소행으로 돌렸다.
다른 사건에서는 그로즈니 기차역에 주둔한 OMON 부대원들이 카디로프치 그룹과 총격전을 벌인 뒤 이들을 구금했다. 이 사건은 카디로프를 격분시켰고, 그는 자신의 부하들에게 방해하는 자는 누구든지 사살하라고 명령했다. 그는 알하노프에게 전화하여 자신의 부하들을 더 이상 자극하면 "전쟁"이 일어날 것이라고 경고했다고 한다. 양측은 증원군을 요청했고, 상황이 진정되기 전에 추가 총격전이 있었다.

### 아브둘할림 사둘라예프 살해
2006년 6월 17일, 카디로프치와 러시아 연방보안국 요원들이 이치케리야의 대통령 아브둘할림 사둘라예프 (셰이크 아브둘-할림으로도 알려짐)를 살해했다. 그의 시신은 첸토로이로 옮겨져 람잔 카디로프에게 전달되었다. 니콜라이 파트루셰프 러시아 연방보안국 국장에 따르면, 사둘라예프와 그의 경호원이 사살되고 다른 두 반군이 탈출하는 총격전에서 연방군 소속 두 명이 사망하고 다섯 명이 부상당했다. 2006년 8월, 반군 사령관 이사 무스키예프는 러시아 연방보안국과 카디로프치가 총격전에서 5명을 잃었으며, 그 중 한 명은 사둘라예프가 직접 총을  쏘았고, 세 명의 전사는 탈출했다고 말했다.
셰이크 아브둘 할림의 살해는 러시아의 지원을 받는 주정부 지도자들에 의해 크게 선전되었는데, 그들은 분리주의 세력이 "결코 회복할 수 없는 결정적인 타격"을 입었다고 주장했다. 다음 날인 6월 18일, 사둘라예프는 반군 부통령이자 현역 게릴라 사령관인 도쿠 우마로프에게 체첸 저항군의 수장 자리를 계승했다.

### 고레츠 부대 반란
카디로프치의 고레츠(산악인) 분견대는 아흐마트 카디로프의 측근이자 수석 경호원인 모블라디 바이사로프가 이끄는 러시아 연방보안국의 스페츠나츠 부대였다. 이 부대는 공식적으로 해체되었고, 그 소속 군인들은 체첸 내무부로 재배치될 예정이었다. 아흐마트 카디로프 사망 후, 람잔 카디로프와의 갈등으로 인해 바이사로프는 무법자로 선포되었고, 분견대의 많은 대원들이 재배치를 거부했다. 가디언은 2006년 6월 카디로프와 바이사로프의 병력 사이에 전 달에 발생했던 대치 상황을 상세히 보도했다. 그 대치에서 카디로프치 병력은 바이사로프 편에 특수 대대 자파드의 수장인 또 다른 체첸 군벌 사이드-마고메드 카키예프가 나타나면서 물러섰다.
바이사로프는 모스크바로 가서 러시아 언론에 자신이 카디로프가 가능한 경쟁자를 제거하기 위해 자신을 쫓고 있다고 말했다. 그는 카디로프가 수많은 정치적 살인과 납치를 지시했다고 비난했다. 동시에 그는 코메르산트에 자신이 모스크바에서 누구에게도 숨지 않고 있으며 곧 체첸으로 돌아가 법 집행을 담당하는 부총리가 되기를 기대한다고 말했다. 2006년 10월, 바이사로프가 모스크바에 있는 동안 그는 여전히 그로즈니에 기반을 둔 50명에서 100명이 넘는 병력을 지휘하고 있다고 믿어졌다. 2006년 11월 18일, 바이사로프는 모스크바 중심부에서 카디로프치 분견대에 의해 총에 맞아 사망했다.

## 같이 보기
- 체첸 공화국의 정치
- 우크라이나 편의 체첸 자원봉사자들
- 술림 야마다예프-람잔 카디로프 권력 투쟁
- 보스토크 및 자파드 특수 대대
- 아르칸의 호랑이
- 파켈 (기업)
- 레두트 (기업)
- 샤비하, 시리아의 아사드 가문에 충성하는 유사한 민병대
- 바시지, 이란 이슬람 공화국의 유사한 민병대
- 코카서스 원주민 기병 사단, 러시아 제국